# Argassi
Argassi (Argasi) är en ort i Grekland.   Den ligger i prefekturen Nomós Zakýnthou och regionen Joniska öarna, i den sydvästra delen av landet, 250 km väster om huvudstaden Aten. Argassi ligger 1 meter över havet och antalet invånare är 639. Den ligger på ön Zakynthos.
Terrängen runt Argassi är platt åt nordväst, men åt sydost är den kuperad. Havet är nära Argassi åt nordost. Runt Argassi är det tätbefolkat, med 331 invånare per kvadratkilometer. Närmaste större samhälle är Zákynthos, 3,1 km nordväst om Argassi. 